# Песчаное (Черкасская область)
Песча́ное (укр. Піщане) — село в Золотоношском районе Черкасской области Украины.

## Население
Население по переписи 2001 года составляло 3827 человек.

### Языковой состав
Родной язык населения по данным переписи 2001 года:
| Язык       | Численность, чел. | Доля     |
| ---------- | ----------------- | -------- |
| Украинский | 3 724             | 97,31 %  |
| Русский    | 89                | 2,33 %   |
| Другое     | 14                | 0,36 %   |
| Итого      | 3 827             | 100,00 % |

## История
В 1956 году здесь был построен сельский клуб на 460 мест (архитектор С. М. Вайнштейн).
В июле 1995 года Кабинет министров Украины утвердил решение о приватизации находившегося здесь совхоза.

## Местный совет
19723, Черкасская обл., Золотоношский р-н, с. Песчаное